# Comparettia ecalcarata
Comparettia ecalcarata är en orkidéart som först beskrevs av Ronald Oskar Determann, och fick sitt nu gällande namn av Mark W. Chase och Norris Hagan Williams. Comparettia ecalcarata ingår i släktet Comparettia, och familjen orkidéer. Inga underarter finns listade i Catalogue of Life.